# Чорович, Йован
Йован Чорович (серб. Јован Ћоровић; 10 октября 1913, Врточ-Поле — 16 декабря 1942, Плужине) — югославский черногорский общественно-политический деятель, партизан времён Народно-освободительной войны Югославии, Народный герой Югославии.

## Биография
Родился 10 октября 1913 в Врточ-Поле. Будучи учеником средней школы, вступил в революционное движение. Член КПЮ с 1936 года. Многократно арестовывался властями. Работал агитатором КПЮ в местечках Плевля, Беране, Печ, Скопье, Белград, Жабляк).
На фронте Народно-освободительной войны с октября 1941 года, секретарь Шавникского срезского комитета КПЮ. С июня по ноябрь 1942 года руководил партизанским движением Шавника, сражаясь с итальянцами и четниками.
16 декабря 1942 попал в засаду и, чтобы не сдаться, покончил с собой (то же самое сделал организационный секретарь Богдан Кртолица).
20 декабря 1951 посмертно награждён Орденом и званием Народного героя Югославии.